# Marcellin Simonnet
François Ursin Marcellin Simonnet, né le 20 avril 1824 à Hérisson (Allier) et mort dans la même commune le 6 octobre 1894, est un homme politique français.

## Biographie
Officier de santé en 1853, il est maire d'Hérisson et conseiller général. Il est député de l'Allier de 1881 à 1889, inscrit au groupe de la Gauche radicale.
Une avenue d'Hérisson, passant devant la mairie, porte son nom.

## Sources
- « Marcellin Simonnet », dans Adolphe Robert et Gaston Cougny, Dictionnaire des parlementaires français, Edgar Bourloton, 1889-1891 [détail de l’édition]
- « Marcellin Simonnet », dans le Dictionnaire des parlementaires français (1889-1940), sous la direction de Jean Jolly, PUF, 1960 [détail de l’édition]